# Pilchowice Zapora
Pilchowice Zapora – przystanek osobowy w Pilchowicach na linii kolejowej nr 283 Jelenia Góra – Żagań, w województwie dolnośląskim.